# Vörå
Vörå (finska: Vöyri, finlandssvenskt uttal: [ˈvœːro] ( lyssna)) är en kommun i Svenska Österbotten i landskapet Österbotten i före detta Västra Finlands län, 36 km nordost om Vasa. En del av kommunen var fram till 2007 en egen kommun med samma namn.
Kommunfullmäktige i Vörå och Maxmo beslutade den 23 februari 2006 att slå samman kommunerna. Den 1 januari 2007 slog kommunerna samman till den nya kommunen Vörå-Maxmo (finska: Vöyri-Maksamaa). Den nya kommunen Vörå bildades 1 januari 2011 efter sammanslagning av Vörå-Maxmo och Oravais.
Vörå brukar kallas Rågens rike. Vörå är en tvåspråkig kommun med svenska som flertalets språk.

## Vörå kommun (tidigare)
Vörå hade 3 513 invånare (2005-12-31) och en yta på 427,50 km², varav 2,38 km² utgjordes av vattenområden.

### Befolkning
Vörå var en tvåspråkig kommun med svenska som majoritetsspråk (cirka 85 procent) och finska som minoritetsspråk (cirka 14 procent).
Befolkningen i Vörå är huvudsakligen koncentrerad till byarna Koskeby, Mäkipää och Rökiö, som ligger i centrala Vörå, cirka 15 km från Riksväg 8. I norra Vörå ligger bland andra byarna Hällnäs, Kaitsor, Karvsor, Kovik och Tuckor.  Där genomkorsas kommunen av riksåttan. I södra Vörå finns byarna Bergby, Lomby, Jörala och Rejpelt. I östra delen av kommunen finns Pettersbacka, där huvuddelen av de finsktalande invånarna bor.

## Historia
Det äldsta daterade dokumentet där ortnamn i Vörå nämns är från 1440. "Biorn i Tokkur", det vill säga Björn från Tuckor, var syneman då man fastställde rågången mellan Kvevlax och Veikars byar i dåvarande Mustasaari socken. Under tinget år 1443 behandlades sedan en tvist om ön "Ulfsöö", som Nils Ohlsson i Kaitsor, vilket nämns både som "Kaitelun" och "Kaitesur", och Anders Jonson i Karvat, vilket stavas "Karfwets", tvistade om. Namnet Vörå är känt från 1478, då med stavningen "Wöro".
Äldre historiker har brukat datera namnet Vörå ännu tidigare, nämligen till 1367. Sveriges kung Albrekt av Mecklenburg skrev då ett brev med ortangivelsen "portum Vöra", men bokstaven V har strukits över. Brevet har alltså skrivits i en hamn, "portus", och utan bokstaven V blir det Örehamn, det vill säga dagens Grankullaviken på Öland. Om man i stället anser att V:et är en del av namnet kan man tolka det som Vörå hamn. De historiker som har gjort den senare tolkningen har kopplat ihop brevet med att Korsholms slott började byggas vid den här tiden, troligen på order av kung Albrekt. Några direkta bevis på att kungen själv skulle ha besökt trakten finns dock inte, förutom det där tvetydiga brevet.  
Vörå var delat i flera omgångar under historien. Södra delarna av Vörå var på medeltiden en kapellkyrka under Storkyro, medan norra delen utgjorde en kapellkyrka under Mustasaari kyrksocken. Vörå blev ett självständigt pastorat någon gång mellan 1504 och 1514 samt en självständig administrativ socken 1535. Vörå kyrka är uppförd 1626–27 och den är den äldsta träkyrkan i landet som fortsättningsvis är i användning. På 1600-talet var Vörå i flera omgångar förlänat till inflytelserika män. Kring 1605 förlänades Vörå socken åt Samuel Nilsson, som var ståthållare i Narva. Han dog kort därefter, och hans änka övertog förläningen till och med 1612. Sedan övergick förläningen till kammarrådet Bror Rålamb. År 1651 gav sedan drottning Kristina delar av Vörå som förläning åt generallöjtnant Georg Paijkull. Den här förläningen blev känd under namnet som "Vörå friherrskap", eller som Paijkull själv skrev det: "Wöråborg".

### Fornfynd
Vörå är rikt på fornfynd. Till de äldsta fornlämningarna i Vörå hör ett par cirka 5 000 år gamla jättekyrkor, och sälfångstläger från stenåldern i kommunens östligaste del. Under bronsåldern, för cirka 3 500 år sedan, bodde man vid Vitmossen. Här finns röjda husterrasser och gravrösen. Vörås forntida "storhetstid" inföll under mellersta järnålder, för cirka 1 500 år sedan. En tät bygd skapades runt den dåvarande Vöråviken. Den rikaste och mest kända platsen är Gulldynt som är en av Finlands främsta fyndplatser från 500- och 600-talen. Vöråbon Jacob Tegengren utförde omfattande utgrävningar på 1930-talet; han undersökte bland annat gravfältet på Lågpeltkangas, som framstår som det mest komplett undersökta gravfältet i Österbotten. Han har också gett namn åt Vörås högstadieskola, Tegengrenskolan. Under 1990-talet har boplatsundersökningar utförts på Pörnullbacken i Rejpelt. Undersökningarna visade att samma gårdstomt hade varit bebodd från Kristi födelse till vikingatidens början, alltså i cirka 800 år.

## Politik

### Mandatfördelning i Vörå kommun, valen 1976–2021
|  | 2 | 24 |

|  | 2 | 24 |

| 2 | 3 | 22 |

| 1 | 1 | 19 |

| 1 | 20 |

| 1 | 20 |

| 1 | 20 |

| 2 | 19 |

| 15 | 6 |

|  | 26 |

| 18 | 9 |

|  | 26 |

| 18 | 9 |

| 27 |

| 18 | 9 |

### Vänorter
Vörå har följande vänorter:
- Vejens kommun, Danmark
- Juga, Finland
- Gausdal, Norge
- Högsby kommun, Sverige

Fram till 2021 hade kommunen även ett vänortsavtal med svenska Mora kommun.

## Demografi

### Befolkningsutveckling
| Befolkningsutvecklingen i Vörå kommun 1975–2020 | Befolkningsutvecklingen i Vörå kommun 1975–2020 | Befolkningsutvecklingen i Vörå kommun 1975–2020 | Befolkningsutvecklingen i Vörå kommun 1975–2020 | Befolkningsutvecklingen i Vörå kommun 1975–2020 |
| --- | ----------------------------------------------- | ----------------------------------------------- | ----------------------------------------------- | ----------------------------------------------- |
| |                                                 |                                                 |                                                 |                                                 |
| År |                                                 |                                                 | Folkmängd                                       |                                                 |
| 1975 | 1975                                            |                                                 | 7 781                                           |                                                 |
| 1980 | 1980                                            |                                                 | 7 652                                           |                                                 |
| 1985 | 1985                                            |                                                 | 7 700                                           |                                                 |
| 1990 | 1990                                            |                                                 | 7 427                                           |                                                 |
| 1995 | 1995                                            |                                                 | 7 298                                           |                                                 |
| 2000 | 2000                                            |                                                 | 6 935                                           |                                                 |
| 2005 | 2005                                            |                                                 | 6 749                                           |                                                 |
| 2010 | 2010                                            |                                                 | 6 689                                           |                                                 |
| 2015 | 2015                                            |                                                 | 6 714                                           |                                                 |
| 2020 | 2020                                            |                                                 | 6 455                                           |                                                 |
| Anm: Uppgifterna avser förhållandena den 31 december nämnda år enligt områdesindelningen den 1 januari 2022. Uppgifterna 1975–2010 avser därför tidigare kommuner som 2011 bildade nya Vörå kommun. |                                                 |                                                 |                                                 |                                                 |

## Kultur
Humorgruppen KAJ, som vann  Svenska Melodifestivalen 2025, kommer från Vörå. Bidraget Bara bada bastu kom på fjärde plats i Eurovision Song Contest den 17 maj 2025 som gick av stapeln i Basel.

### Idrott
I Vörå finns fotbollslaget Norrvalla FF som fostrat sedermera landslagskaptenen Tim Sparv. Det finns ett skidcenter med spår och backar av olika längd och höjd samt spånbanor med motionsredskap. Från den stora hoppbackens topp finns utsikt över Vörå. Det går även att simma, rida, bowla, vandra, spela bangolf, golf och fotboll, friidrotta samt åka rullskidor i Vörå.

## Personer från Vörå
- Åsa Allan, geolog och vice verkställande direktör, född i Oravais
- Matti Aura, inrikesminister
- Alfred Backa, komiker
- Ann-Luise Bertell, författare, skådespelare och regissör, född i Oravais
- Rolf Björkholm, skådespelare, född i Oravais
- Michael Choraeus, präst och författare
- Annemi Dahlblom, jurist
- Carl Adolf Engström, ingenjör, bergsråd och företagsledare
- Carl Gustaf von Essen, präst och professor, född i Oravais
- Einar Hagman, journalist
- Toivo Hagman, författare
- Kevin Holmström, medlem i KAJ, född i Oravais
- Anna-Lisa Jakobsson, sångerska, född i Oravais
- Kristoffer Jåfs, backhoppare
- Erik Kiviniemi, skådespelare, regissör och teaterchef, född i Oravais
- Johan Simonsson Knubb, kyrkobyggare
- Kurt Nordman, företagsledare, född i Oravais
- Jakob Norrgård, medlem i KAJ
- Gustaf von Numers, författare och stations inspektör, född i Maxmo
- Bertel Nygård, journalist
- Mikael Nygård, statsvetare och professor i socialpolitik, född i Oravais
- Oscar Ohlis, politiker
- Odert Reuter, präst och författare i Oravais
- Agnes Rögård, läkare och författare
- Lennart Simons, kärnfysiker
- Tim Sparv, fotbollsspelare, född i Oravais
- David Söderberg, släggkastare
- Carl-Eric Thors, professor i nordiska språk, född i Oravais
- Axel Åhman, medlem i KAJ
- Kristian Åkerblom, skolman och författare
- Annika Åman, teaterregissör och författare, född i Oravais

## Bilder

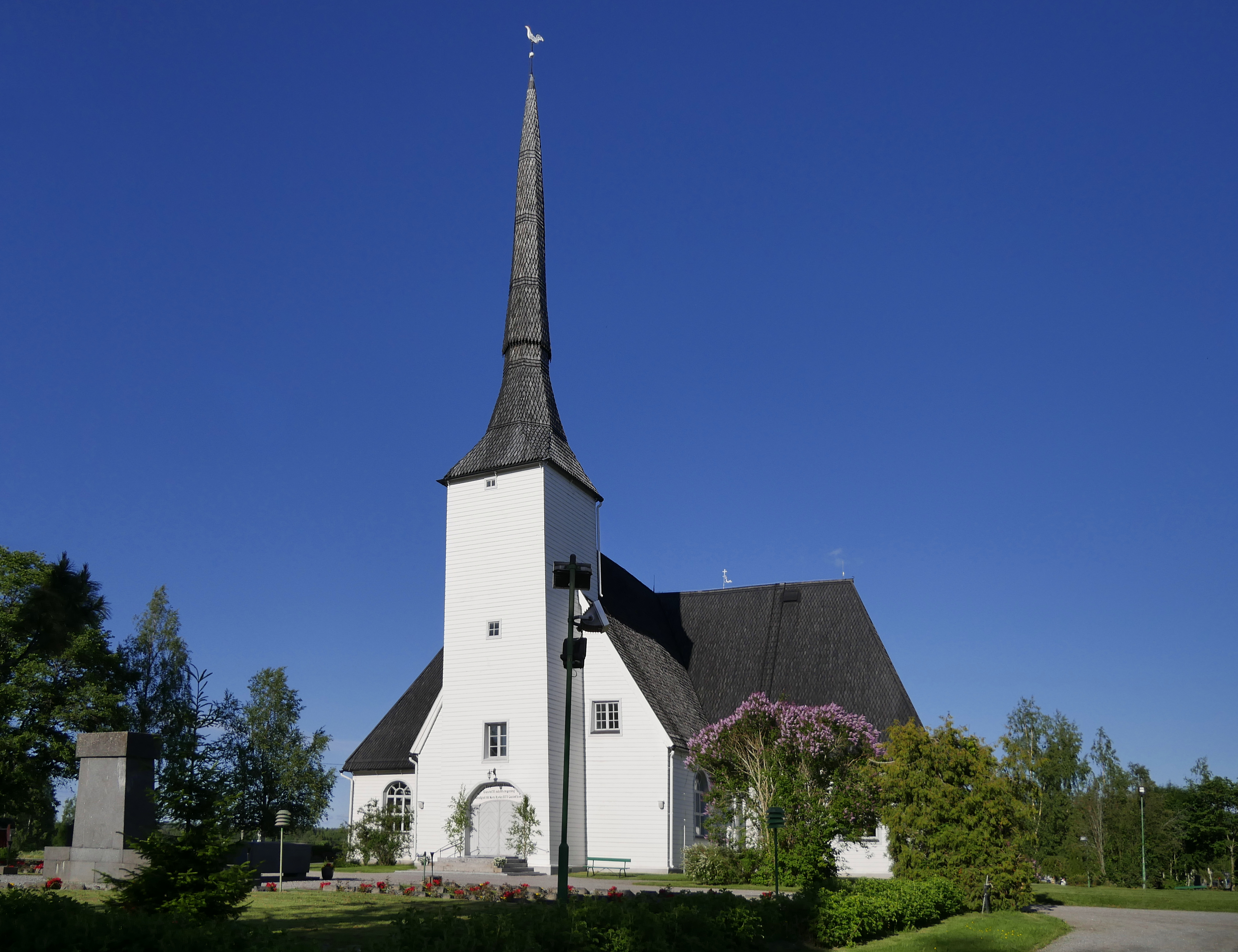
Vörå kyrka
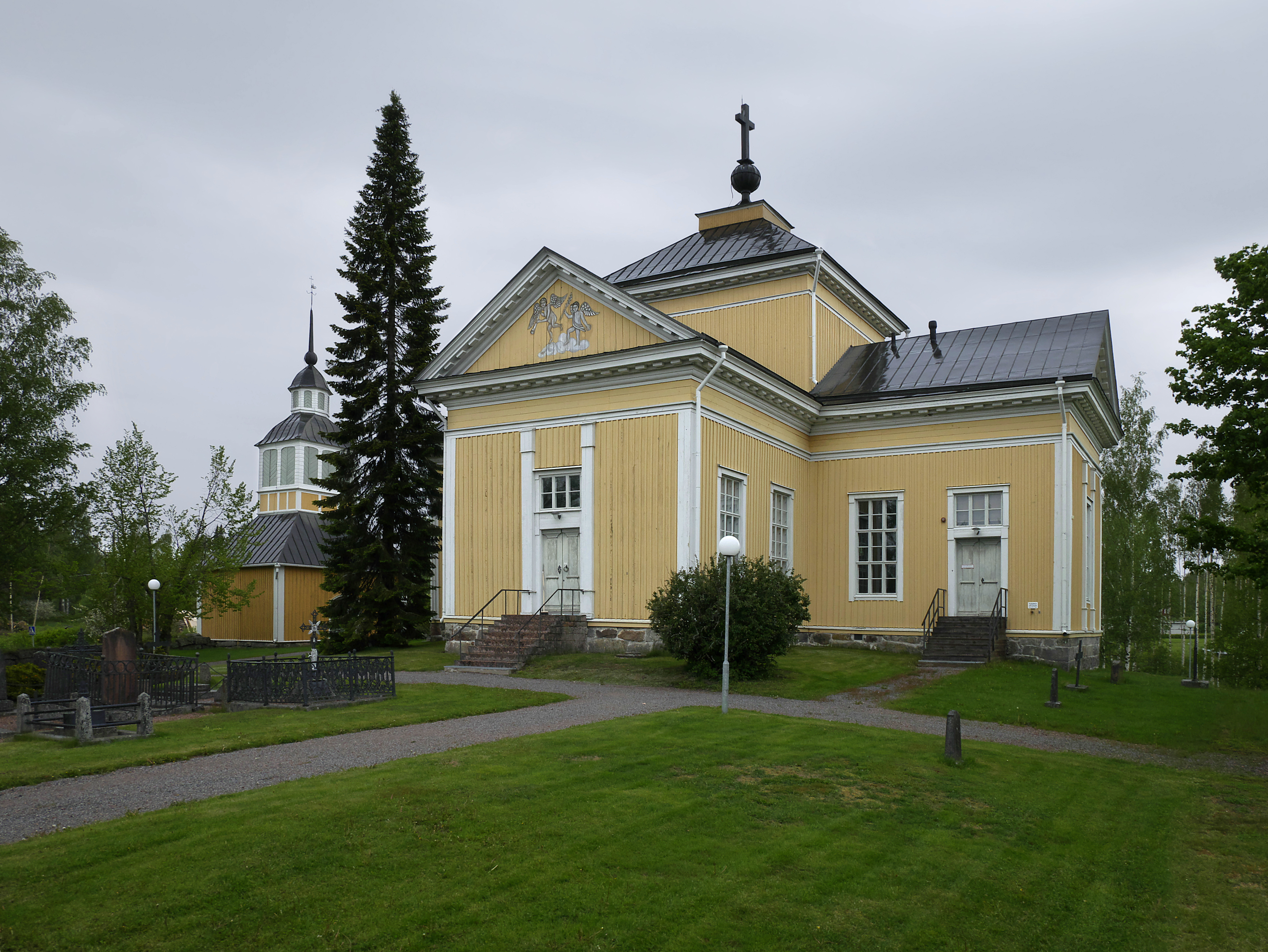
Maxmo kyrka
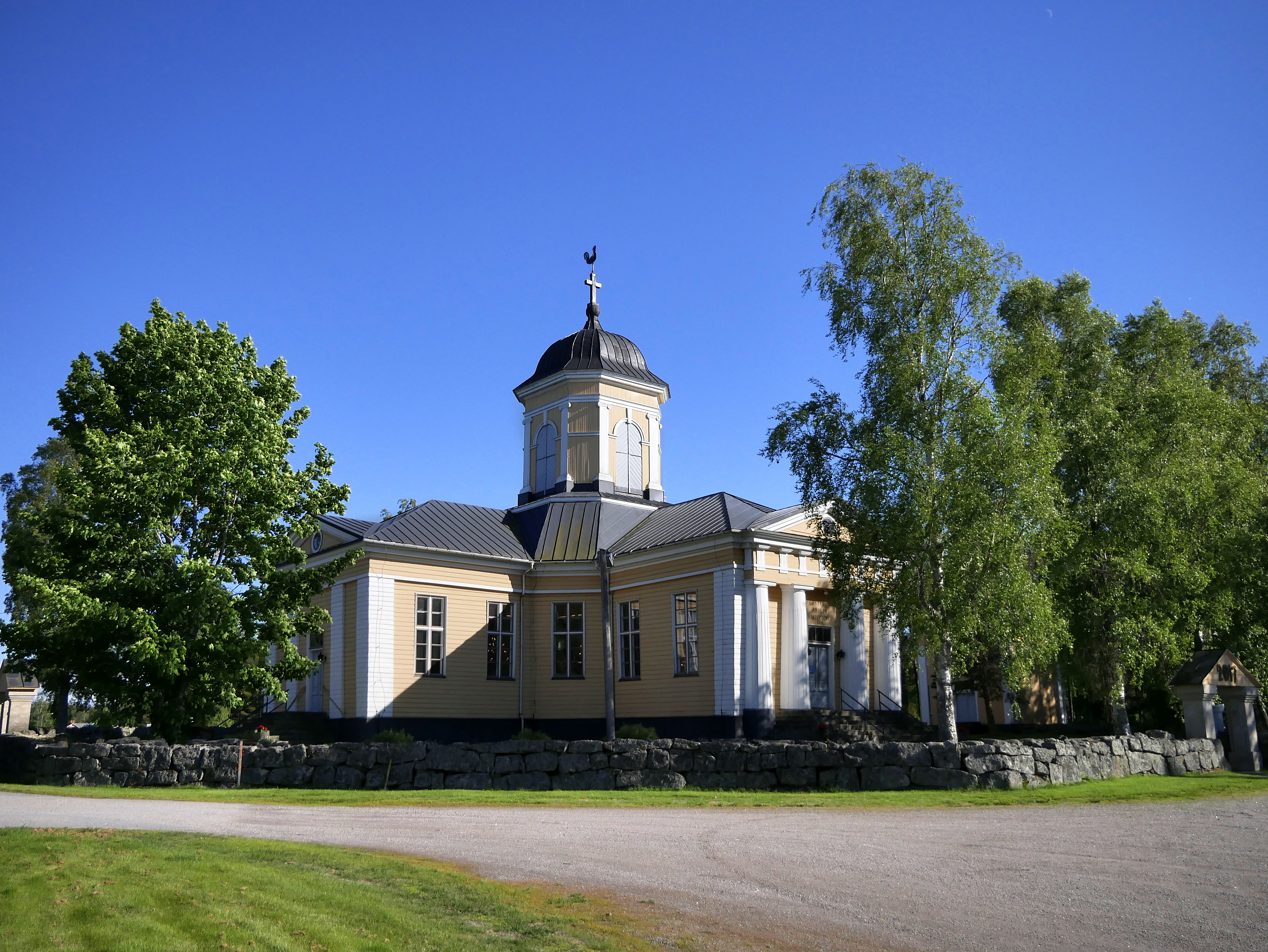
Oravais kyrka
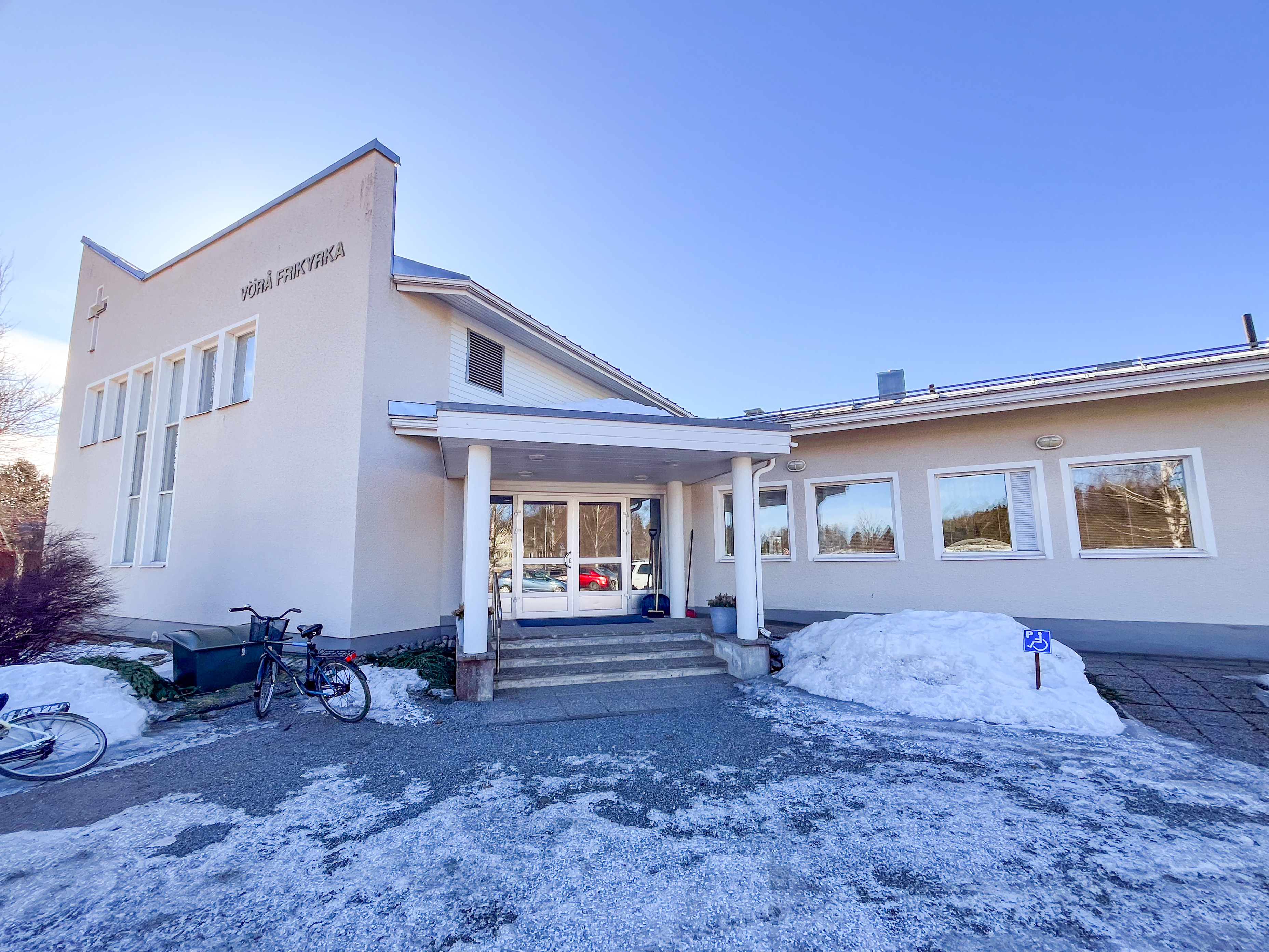
Vörå frikyrkoförsamling
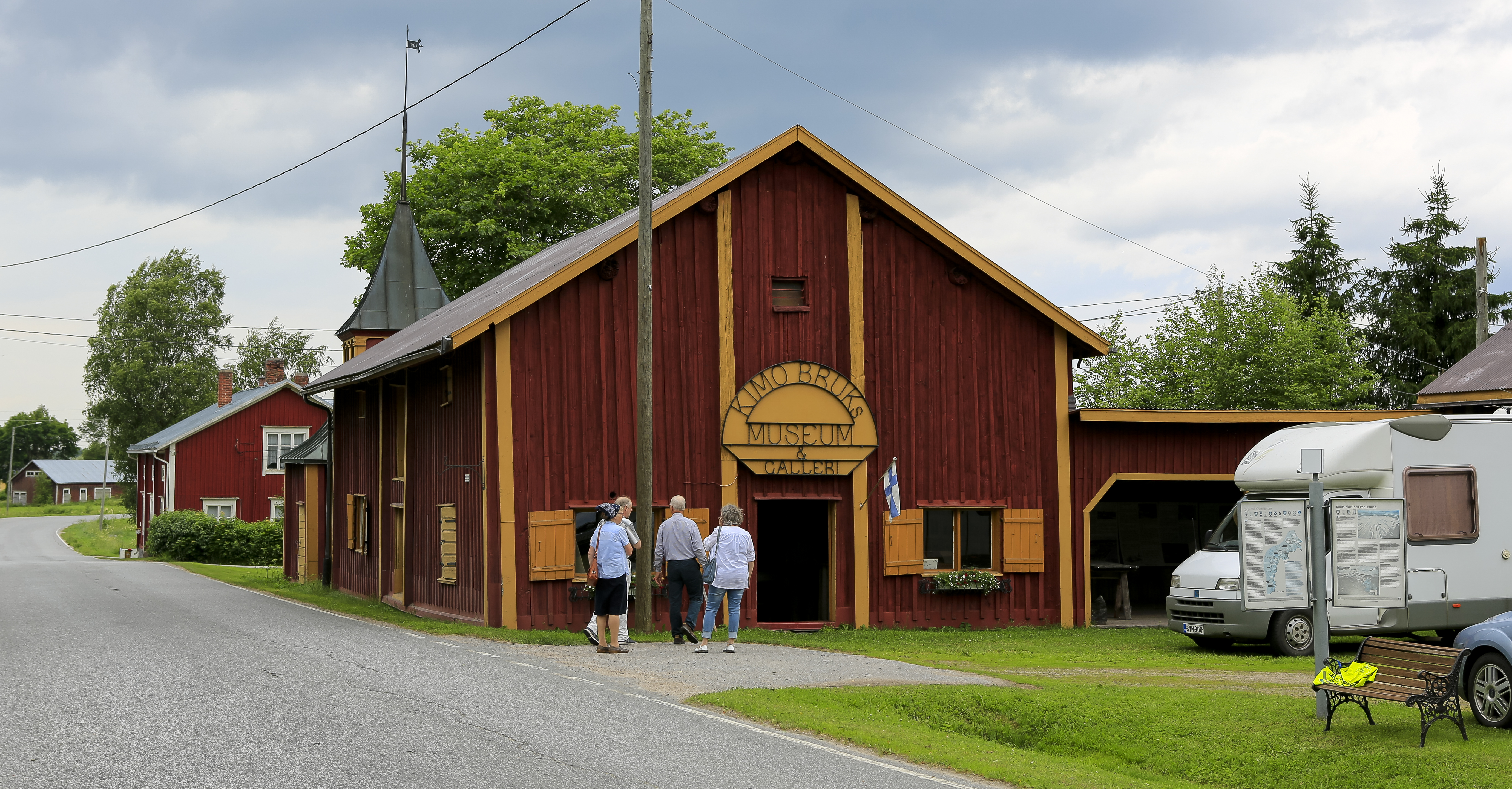
Kimo bruk
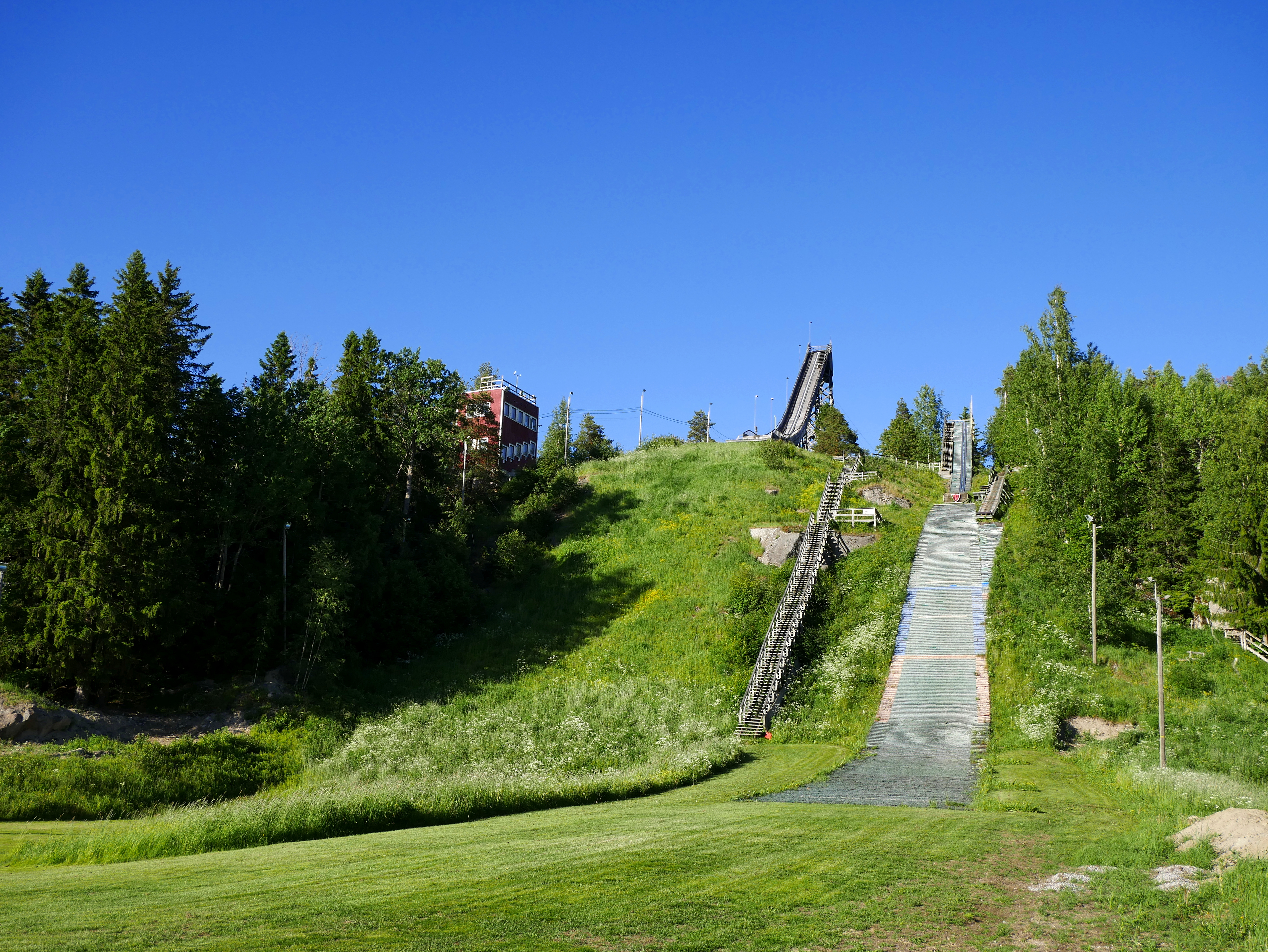
Hoppbacken Skidcentrum
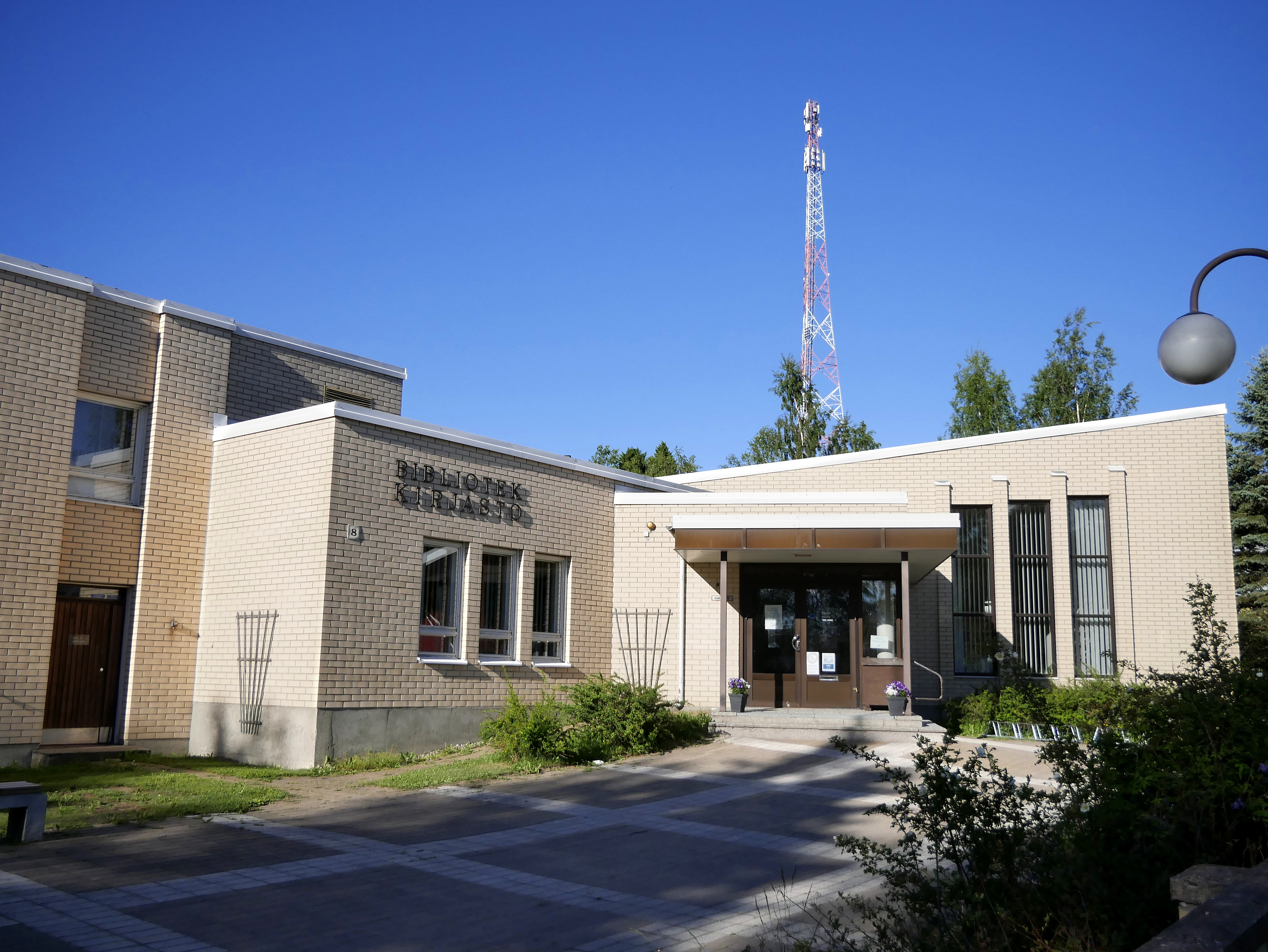
Vörå bibliotek
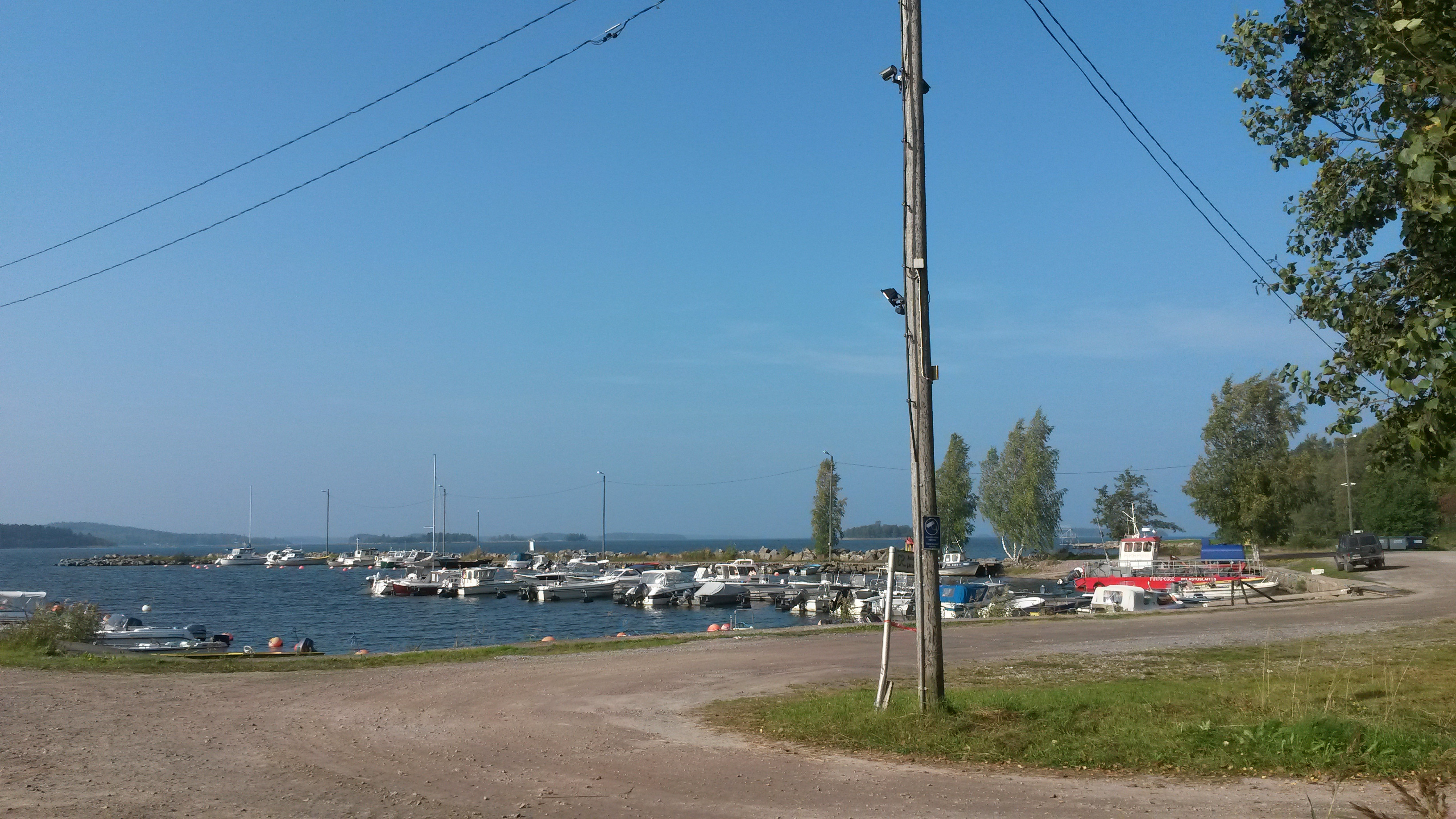
Oravais hamn
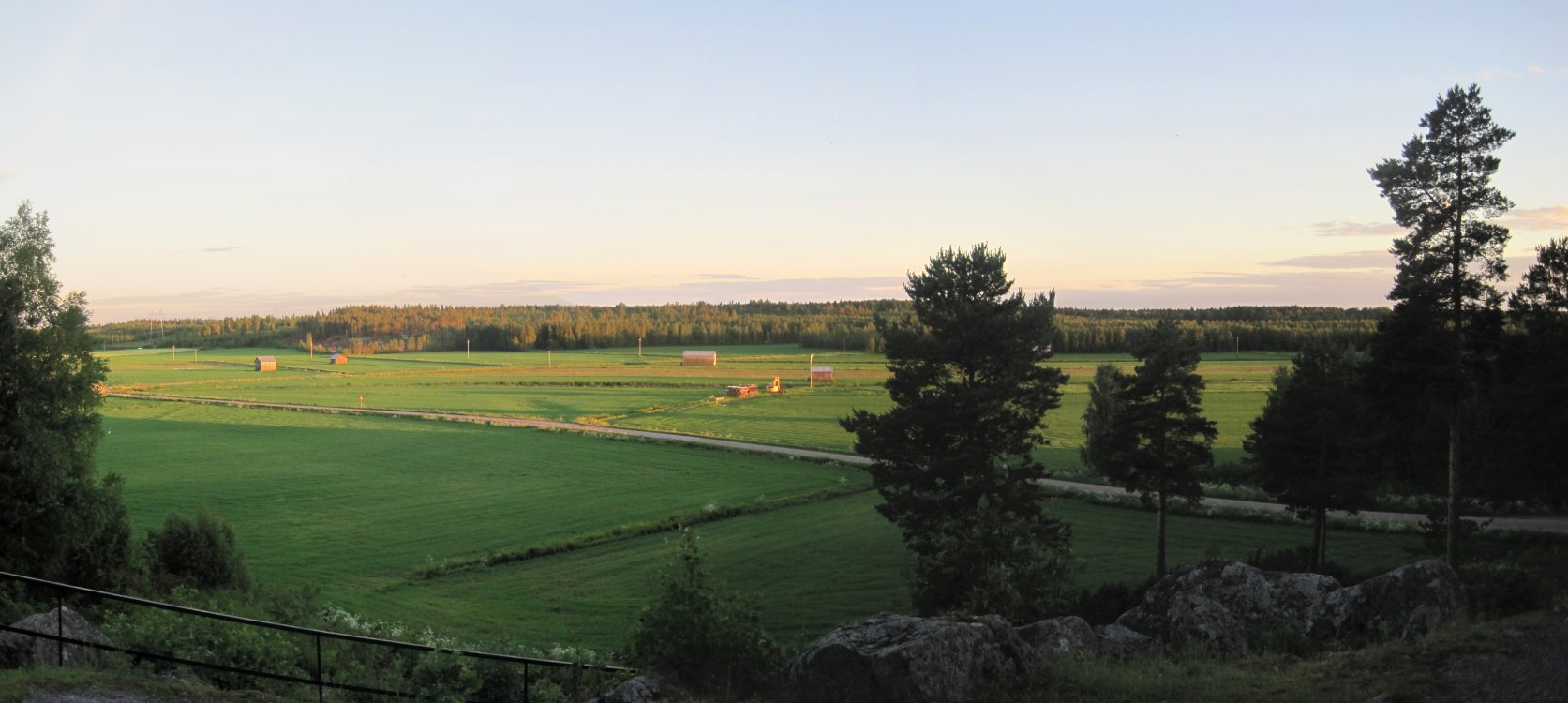
Vy från Karlsberget  av fälten där Striderna vid Oravais skedde
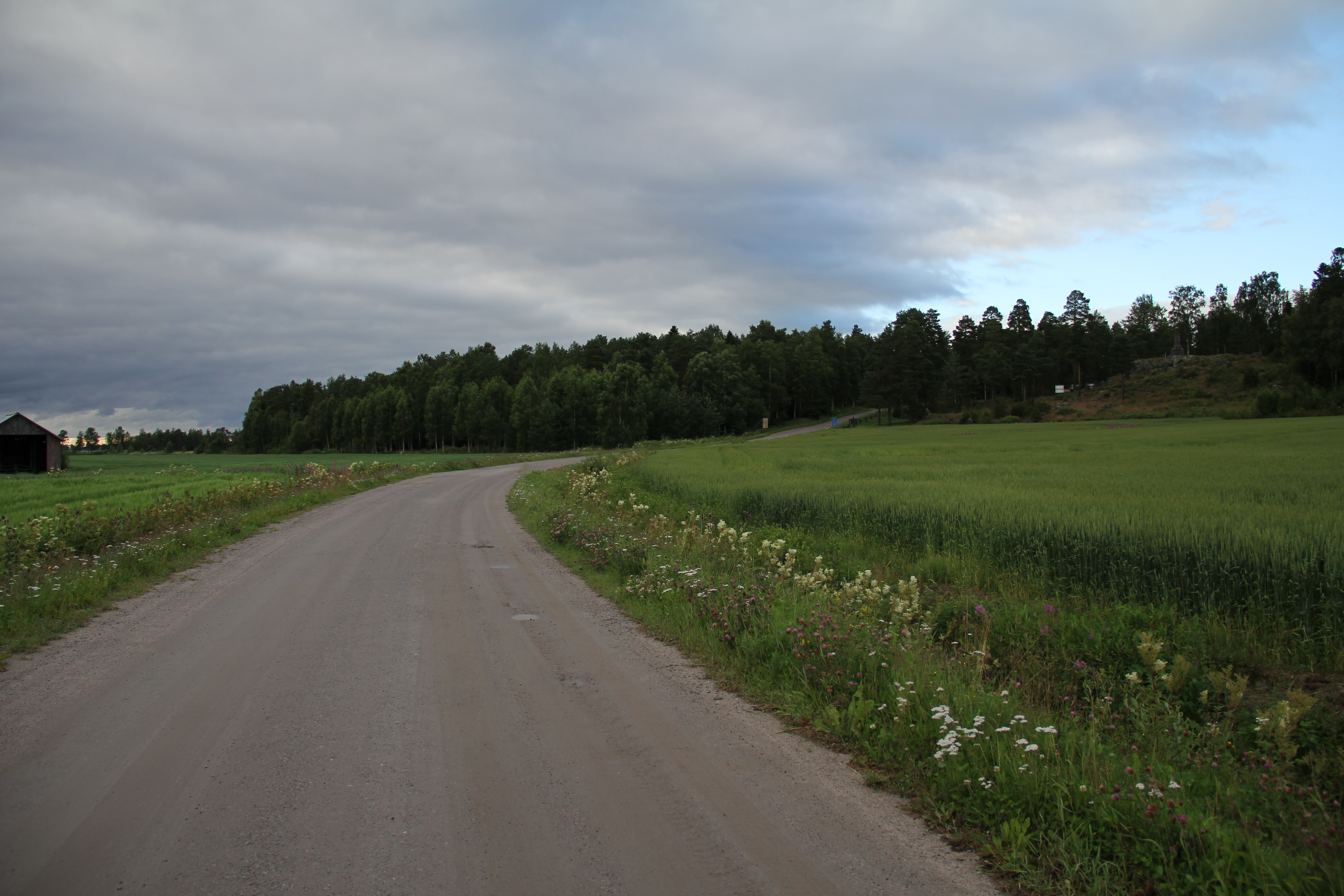
Slagsfältsvägen(fi) och  Karlsberget
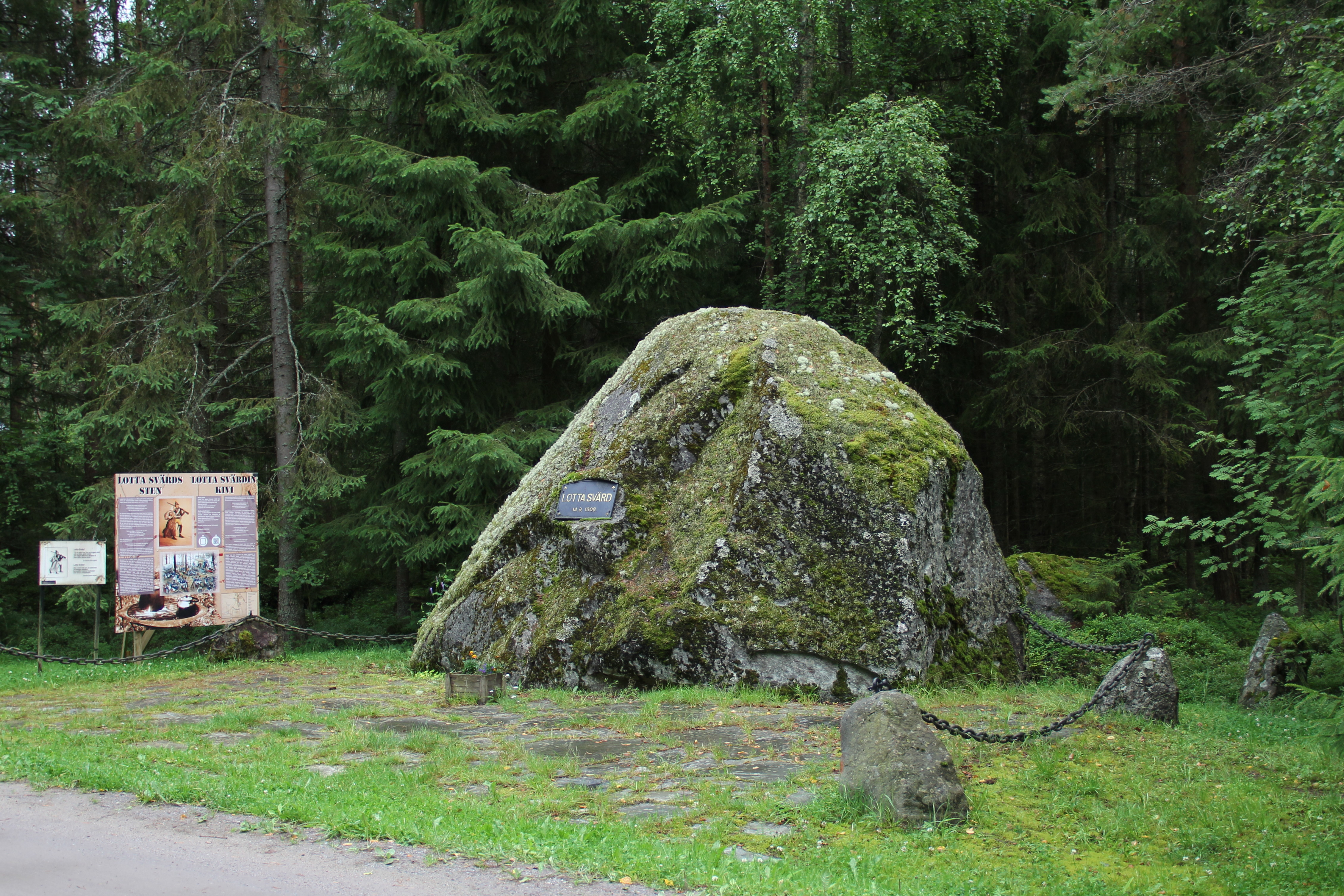
Lotta Svärds sten vid Slagsfältsvägen(fi)